# 泡沫龙胆
泡沫龙胆（学名：Gentiana aphrosperma）是龙胆科龙胆属的植物，是中国的特有植物。分布于中国大陆的四川等地，生长于海拔1,900米至4,300米的地区，多生在山坡草地或林下，目前尚未由人工引种栽培。